# Félix Gréban de Saint Germain
 (juillet 2021).
Félix Charles Louis Antoinette Marie Gréban de Saint Germain, né le 22 janvier 1881 à Muizen et mort le 19 septembre 1950 à Branchon (commune d'Éghezée), est un photographe amateur et inventeur. Il a photographié ses semblables et a laissé de nombreux clichés réalisés selon le procédé au gélatino-bromure d'argent.

## Biographie
Félix Gréban de Saint Germain est né le 22 août 1881 a grandi à Bruxelles. Il a fait ses études secondaires au collège Saint-Michel, établissement scolaire jésuite. Son père était rentier.
Pendant son enfance, sa famille louait le château de Branchon. Le second château de Branchon, dit le château "Gréban", a été construit par Juste Gréban de Saint Germain, le père de Félix, sur un terrain de deux hectares. Les travaux ont été terminés en 1913.
Le 10 mai 1922, Félix Gréban de Saint Germain épouse Joséphine Charlet avec laquelle il aura sept enfants : Jacques, né en 1923, Willy, né en 1924 et mort en 2008, Juste, né en 1927 ainsi que Nicole, Albert, Michel et Marie-Louise.

## Œuvre
Les clichés pris par Félix Gréban représentent essentiellement sa famille et les villageois branchonnais. On y trouve également des photographies de la Première Guerre mondiale, des scènes de vie... Son œuvre a été découverte après son décès, lors du legs de ses clichés à son fils Willy Gréban de Saint-Germain, lui-même photographe.
Un fonds important de ses négatifs est conservé à la bibliothèque universitaire Moretus Plantin. Une partie a été numérisée et est accessible sur la plateforme Neptun (Numérisation du Patrimoine de l'Université de Namur).
Certains clichés ont été exploités dans des ouvrages d’Émile Bouvier,, ainsi que dans un ouvrage sur l'agriculture en Belgique. Un film a également été réalisé en 2007 par Peter Anger : "Souvenirs de Branchon", une production du CegeSoma.